# Dżilali Bin Ibrahim
Dżilali Bin Ibrahim (Djillali Ben Brahim, ar. جيلالي بن إبراهيم ; ur. 1 czerwca 1953 w Bumardas, zm. 28 czerwca 2021) – algierski judoka. Olimpijczyk z Moskwy 1980, gdzie zajął dziewiętnaste miejsce wadze lekkiej.
Uczestnik mistrzostw świata w 1981. Mistrz igrzysk afrykańskich w 1978. Uczestnik turniejów międzynarodowych.

## Letnie Igrzyska Olimpijskie 1980
| Konkurencja | Eliminacje            | Klas. końcowa |
| Konkurencja | Przeciwnik I          | Miejsce       |
| ----------- | --------------------- | ------------- |
| 71 kg       | Kim Byong-gun (PRK) P | 19.           |